# 三点弯曲试验

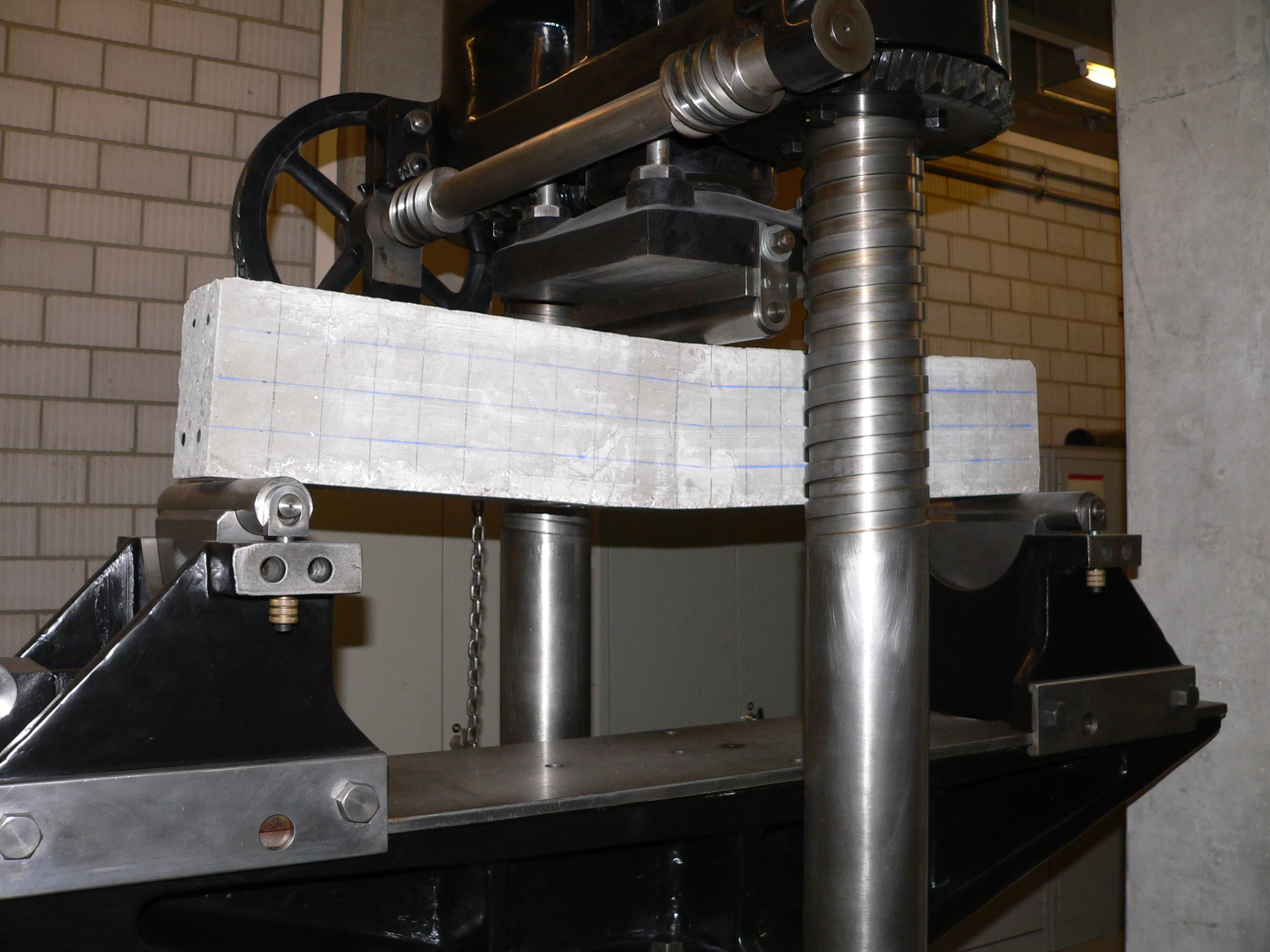
20世紀40年代彎曲試驗機测试混凝土樣本

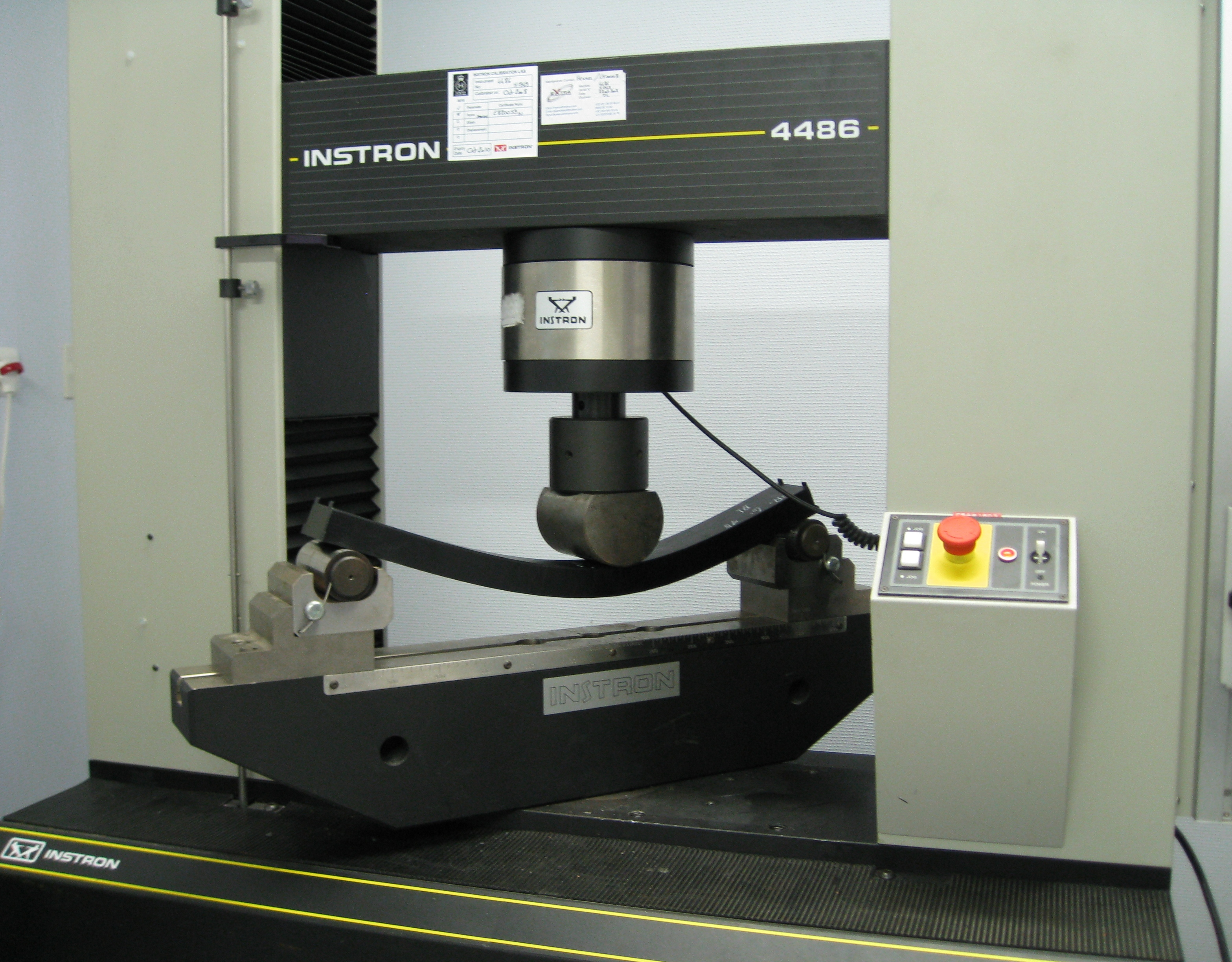
萬能試驗機夹具测试三點彎曲試驗

三點彎曲试验可测彎曲彈性模量{\displaystyle E_{f}}、弯曲应力{\displaystyle \sigma _{f}}、弯曲应变{\displaystyle \epsilon _{f}}以及材料的彎曲應力-應變響應状态。 試驗可進行在配备有三點或四點彎曲夾具的萬能試驗機（拉力試驗機或拉伸試驗機）上。 三點彎曲測試优点在于樣品易于製備和測試，其缺点在于測試方法對試樣和加載幾何形狀以及應變率较为敏感。

## 测试方法
通常用萬能試驗機上指定的測試夾具進行測試。 測試準備、調節和实践細節會影響測試結果。 樣本放置于兩個相距一定距離的支撐銷上。
彎曲應力{\displaystyle \sigma _{f}}的計算方法：
对于矩形横截面的样品：{\displaystyle \sigma _{f}={\frac {3FL}{2bd^{2}}}}
对于圆形横截面的样品：{\displaystyle \sigma _{f}={\frac {FL}{\pi R^{3}}}}
弯曲应变{\displaystyle \epsilon _{f}}的计算方法：
{\displaystyle \epsilon _{f}={\frac {6Dd}{L^{2}}}}
弯曲模量{\displaystyle E_{f}}的计算方法：
{\displaystyle E_{f}={\frac {L^{3}m}{4bd^{3}}}}
其中：
- {\displaystyle \sigma _{f}}：斷裂模量，表示使樣品斷裂所需的應力，（MPa）
- {\displaystyle \epsilon _{f}}：外表面應變，（mm/mm）
- {\displaystyle E_{f}}：彎曲彈性模量，（MPa）
- {\displaystyle F}：載重撓度曲線上給定點的載重，（N）
- {\displaystyle L}：支撐跨度，（mm）
- {\displaystyle b}：測試梁寬度，（mm）
- {\displaystyle d}：被測樑的深度或厚度，（mm）
- {\displaystyle D}：梁中心的最大撓度，（mm）
- {\displaystyle m}：載重撓度曲線初始直線部分的斜率，（N/mm）
- {\displaystyle R}：横梁半径，（mm）

## 断裂韧性测试

用於斷裂韌性測試的單邊缺口彎曲試樣（也稱為三點彎曲試樣）。

樣品的斷裂韌性可用三點彎曲試驗確定，單邊缺口彎曲试样裂紋尖端的應力強度因子為：
{\displaystyle {\begin{aligned}K_{\rm {I}}&={\frac {4P}{B}}{\sqrt {\frac {\pi }{W}}}\left[1.6\left({\frac {a}{W}}\right)^{1/2}-2.6\left({\frac {a}{W}}\right)^{3/2}+12.3\left({\frac {a}{W}}\right)^{5/2}\right.\\&\qquad \left.-21.2\left({\frac {a}{W}}\right)^{7/2}+21.8\left({\frac {a}{W}}\right)^{9/2}\right]\end{aligned}}}
其中，{\displaystyle P}是施加的載荷，{\displaystyle B}是试样厚度，{\displaystyle a}是裂紋長度，{\displaystyle W}是试样寬度。 在三點彎曲試驗中，循環負荷會在缺口尖端產生疲勞裂縫。 測量裂紋的長度。 然後放好试样，载荷與裂紋蔓延位移的關係圖可用於確定裂紋開始擴展時的載重。 將此載重代入上述公式即可求出斷裂韌性{\displaystyle K_{Ic}}。
ASTM D5045-14和E1290-08標準中的关系为：
{\displaystyle K_{\rm {I}}={\cfrac {6P}{BW}}\,a^{1/2}\,Y}
其中
{\displaystyle Y={\cfrac {1.99-a/W\,(1-a/W)(2.15-3.93a/W+2.7(a/W)^{2})}{(1+2a/W)(1-a/W)^{3/2}}}\,.}
裂纹长度小于0.6{\displaystyle W}时，ASTM和Bower方程对{\displaystyle K_{\rm {I}}}的预测值几乎相同。

## 标准
- ISO 12135：金屬材料。 確定準靜態斷裂韌性的統一方法。
- ISO 12737：金屬材料。 平面應變斷裂韌性的測定。
- ISO 178：塑膠－彎曲性能的測定。
- ASTM C293：混凝土抗彎強度的標準試驗方法（使用中心點載重的簡單梁）。
- ASTM D790：非增強和增強塑膠和電絕緣材料彎曲性能的標準測試方法。
- ASTM E1290：裂紋尖端張開位移 (CTOD) 斷裂韌性測量的標準測試方法。
- ASTM D7264：聚合物基複合材料彎曲性能的標準測試方法。
- ASTM D5045：塑膠材質平面應變斷裂韌性與應變能量釋放率的標準測試方法。

## 相关
- Bending
- Euler–Bernoulli beam theory
- Flexural strength
- Four-point flexural test
- List of second moments of area
- Second moment of area